# Éditions des Équateurs
Éditions des Équateurs es una editorial francesa fundada por Olivier Frébourg en 2003. Tiene su sede en Normandía y cuenta con un variado catálogo de obras de ficción (novelas, cuentos, narraciones) y de obras documentales (Historia, memorias, testimonios ...).

## Historia
La editorial nació en la localidad de Sainte-Marguerite-sur-Mer, en Alta Normandía. Con un catálogo diverso, preocupado por la actualidad y las nuevas tendencias, su estructura empresarial era sencilla y flexible. Su nómina de autores buscó desde un principio las aportaciones de nuevos autores y la calidad, con autores como Sylvain Tesson, Jean-Paul Kauffmann, Teresa Cremisi, Patrick Boucheron, Ariane Chemin o Françoise Hardy.
El 26 de diciembre de 2018, la sociedad fue adquirida por la editorial Humensis. Su equipo de colaboradores, encabezado por Olivier Frébourg, aseguró la continuidad de la gestión de la editorial, que seguiría usando el nombre comercial de Équateurs como un departamento de la editorial Humensis. Humensis, dirigida por Frédéric Mériot, se fundó en diciembre de 2016, fruto de la colaboración de Éditions Belin y Presses universitaires de France (Puf).

### Autores
Entre sus autores de referencia encontramos a Jules Michelet, Bénédicte Martin o Pierre Adrian.

### Colecciones
- Novelas
- Relatos o narraciones cortas
- Parallèles
- Viajes
- Narrativa
- Ensayos
- Documentos
- Historia.[6]
- Libros de arte
- Inclasificables.[7]